# 狭山市立入間川中学校
狭山市立入間川中学校（さやましりつ いるまがわちゅうがっこう）は、埼玉県狭山市にある公立中学校。

## 教育目標
「未来に向けて、たくましく心豊かで、夢の実現に努力する生徒」

## 歴史
- 1981年4月1日。狭山市立東中学校と狭山市立西中学校より分離し、入間川中学校として開校した。川が近く自然が多い。

2012年8月6日
前日に行われていた祭りに来ていた、市内在住の4人の女子中学生が、プールに約400匹の金魚を放つ事件が発生。

## 部活動
運動部
- 野球部
- テニス部（男子・女子）
- 陸上部（男子・女子）
- バスケットボール部（男子・女子）

文化部
- 吹奏楽部
- 美術部
- 技術・家庭部

## 交通
- 最寄り駅は西武池袋線稲荷山公園駅。
- 狭山市駅から徒歩30分。